# Digitalis
Digitalis Tourn. ex L., 1753 è un genere di piante erbacee o arbustive della famiglia delle Plantaginaceae.

## Etimologia
Il primo studioso ad introdurre il nome del genere (Digitalis) fu il botanico e fisico germanico Leonhart Fuchs (17 gennaio 1501 – 10 maggio 1566); il termine significa “ditale” e indubbiamente il fiore ricorda questo utile oggetto. In seguito fu il botanico francese Joseph Pitton de Tournefort (Aix-en-Provence, 5 giugno 1656 – Parigi, 28 dicembre 1708) ad elevare questo termine a valore di genere ed infine fu Carl von Linné (Rashult, 23 maggio 1707 – Uppsala, 10 gennaio 1778), biologo e scrittore svedese, considerato il padre della moderna classificazione scientifica degli organismi viventi, che nella pubblicazione "Species Plantarum - 2: 621. 1753" completò questo genere con una dozzina di specie.

## Descrizione

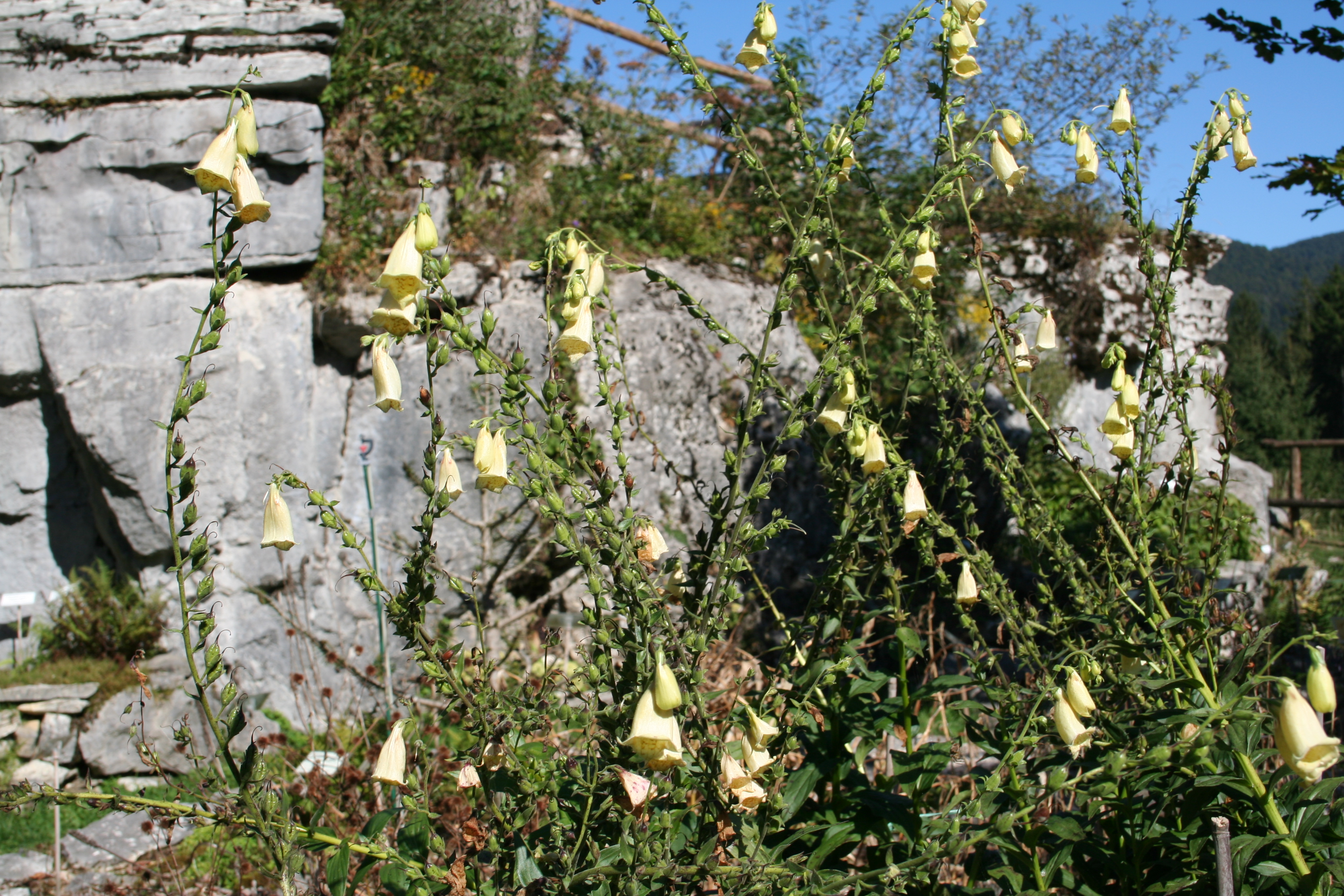
Il portamento
Digitalis grandiflora

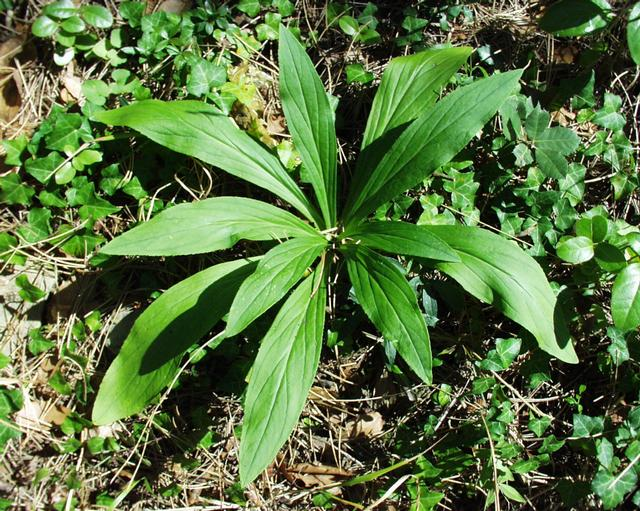
Le foglie
Digitalis lutea

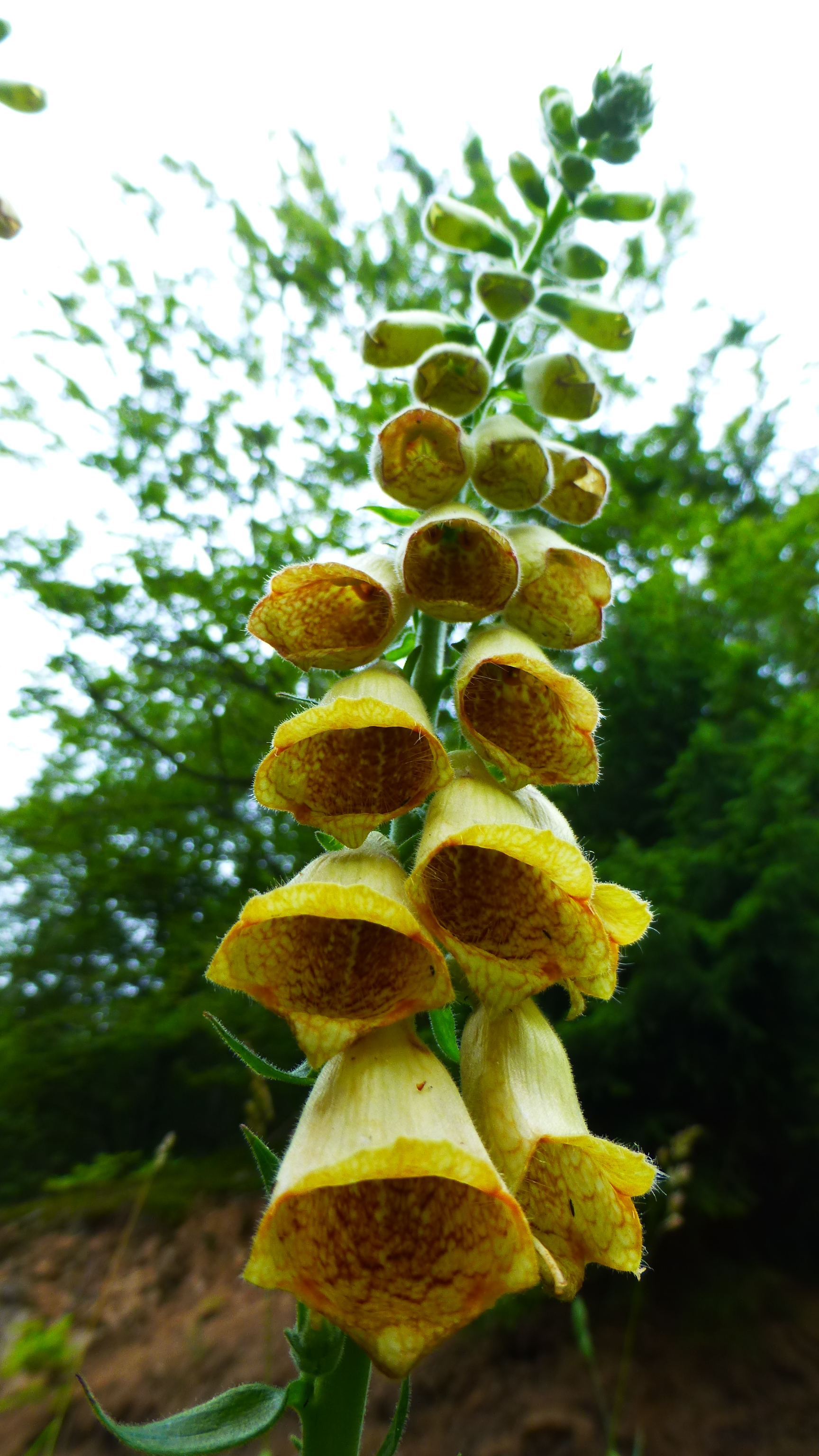
Infiorescenza
Digitalis lutea

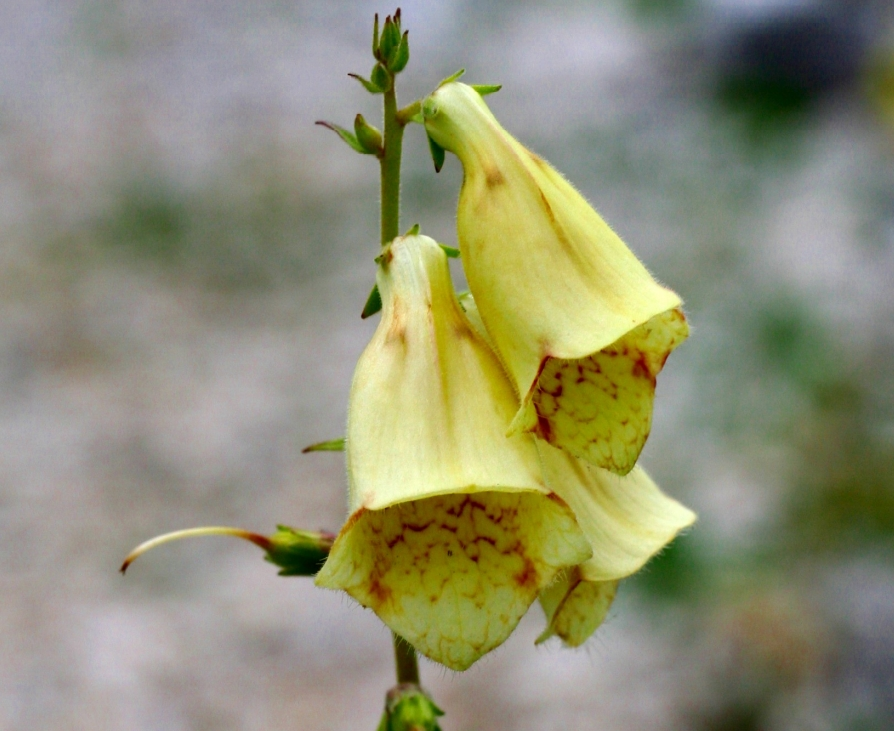
Il fiore
Digitalis grandiflora

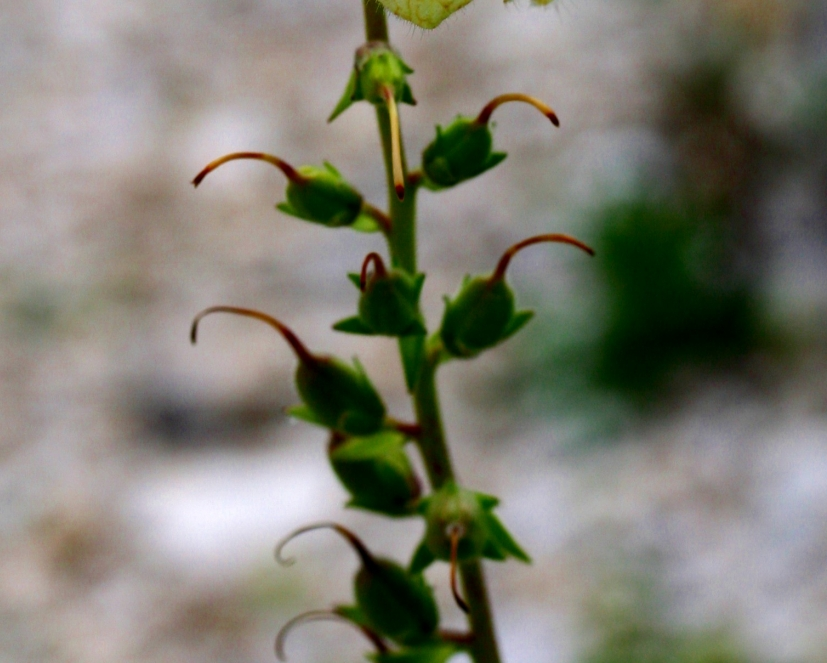
I frutti
Digitalis grandiflora

Le specie di questo genere sono mediamente alte (da 5 cm fino a 1 metro); la forma biologica prevalente è emicriptofita scaposa (H scap), ossia sono piante perennanti con gemme situate alla base del terreno e con fusti a infiorescenza terminale. Sono presenti anche cicli biologici bienni (nel primo anno si forma una rosetta basale di foglie; nel secondo la fioritura) e, raramente, forme biologiche suffrutescenti (con base legnosa). L'indumento può essere glabro oppure da ghiandolare-pubescente a densamente villoso.

### Radici
Le radici sono ramose.

### Fusto
Il fusto è eretto, arrotondato, pubescente o glabro. È inoltre semplice (non ramificato) e ingrossato alla base.

### Foglie
Le foglie in genere sono pubescenti, soprattutto sulla pagina inferiore, e si dividono in:
- foglie basali: le foglie basali, picciolate, sono semplici con una forma da lineare-spatolata o lineare-lanceolata a ovoidi, acute all'apice. I bordi possono essere interi oppure da dentati a seghettati o crenati;
- foglie cauline: le foglie cauline sono progressivamente ridotte, sessili e a disposizione alterna lungo il fusto.

### Infiorescenza
L'infiorescenza è formata da un racemo terminale bratteale (alla base di ogni pedicello è presente una brattea). Generalmente i fiori hanno una disposizione unilaterale (specialmente quelli superiori) causata dalla torsione dei pedicelli. I singoli fiori sono inoltre penduli, questo per proteggere il polline e il nettare dalla pioggia.

### Fiore
I fiori sono ermafroditi, leggermente attinomorfi quasi zigomorfi, tetraciclici (composti da 4 verticilli: calice – corolla – androceo – gineceo), pentameri (calice e corolla divisi in cinque parti).
- Formula fiorale:

X o * K (4-5), [C (4) o (2+3), A 2+2 o 2], G (2), capsula.
- Calice: il calice gamosepalo, persistente e campanulato è diviso profondamente in cinque lobi embricati con forme varie; le divisioni arrivano fin quasi alla base del calice stesso. Dei cinque lobi quello posteriore spesso è più stretto degli altri. Sul calice sono presenti dei peli ghiandolari.
- Corolla: la corolla è simpetala a forma sub-campanulata con fauci oblique; nella zona dell'ovario è lievemente contratta e prende una forma più tubolare (è la parte che contiene il nettare). La corolla termina in cinque lobi non molto incisi; quello superiore è ricurvo, dentellato e più corto; mentre quello inferiore è più lungo degli altri (per questo può essere considerata debolmente bilabiata - il labbro inferiore ha tre lobi). La corolla nel suo interno è ricoperta di macchie (simili a quelle del leopardo) che nella fase finale dell'antesi s'inscuriscono; sempre nella parte interna della corolla sono presenti delle setole pelose. I colori della corolla sono giallo, bianco e porpora.
- Androceo: gli stami sono quattro (cinque in alcuni casi) didinami (due lunghi e due corti che si toccano a coppie) e sono inclusi nella campana corollina. Sono posizionati contro il lato posteriore o superiore della corolla. Le antere, divaricate e confluenti al margine, maturano prima degli stigmi.
- Gineceo: lo stilo è unico con stimma bilobo su un ovario, ovoide e conico, supero formato da due carpelli (ovario sincarpico). Lo stilo si presenta bilobo. Sotto l'ovario è posto l'anello nettarifero.

### Frutti
Il frutto è del tipo a capsula prolungata in un becco acuto e dall'aspetto peloso-ghiandoloso. All'interno sono disposte due logge a deiscenza “septicida” (ossia è un frutto che si apre per fenditure longitudinali) : vengono così dispersi al vento un gran numero di piccolissimi semi. La forma dei semi è angolosa con testa reticolata. Nella fruttificazione inoltre il calice è persistente. I semi maturano in settembre.

## Biologia
Le specie di questo raggruppamento si riproducono per impollinazione tramite insetti (impollinazione entomogama). Le antere maturano prima degli stimmi (potenzialmente è possibile quindi una autoimpollinazione), ma indubbiamente è anche chiaro che tutta la struttura del fiore è predisposta per favorire l'impollinazione soprattutto da parte dei calabroni.
La dispersione dei semi avviene inizialmente a causa del vento (dispersione anemocora); una volta caduti a terra sono dispersi soprattutto da insetti tipo formiche (mirmecoria).

## Distribuzione e habitat
La distribuzione delle specie di questo genere è mediterranea; dall'Europa all'Asia centrale.
Larve della Eupithecia pulchellata, una falena, ne consumano i fiori come cibo. Altre specie di lepidotteri, come la noctua comes, mangiano le foglie.

### Distribuzione alpina
Solamente 3 delle 6 specie presenti sul territorio italiano si trovano anche sulle Alpi. La tabella seguente mette in evidenza alcuni dati relativi all'habitat, al substrato e alla distribuzione delle specie alpine.
| Specie | Comunità vegetali | Piani vegetazionali         | Substrato  | pH     | Livello trofico | H2O   | Ambiente | Zona alpina          |
| --- | ----------------- | --------------------------- | ---------- | ------ | --------------- | ----- | -------- | -------------------- |
| Digitalis grandiflora | 11                | subalpino montano           | Ca - Si    | neutro | alto            | medio | B6 F2    | tutto l'arco alpino  |
| Digitalis lutea | 11                | subalpino montano collinare | Ca - Ca/Si | basico | medio           | medio | B6 C3    | occidentale-centrale |
| Digitalis purpurea | 11                | montano collinare           | Si         | acido  | alto            | medio | B6 I2    | VC BZ                |
| Legenda e note alla tabella. Substrato: con “Ca/Si” si intendono rocce di carattere intermedio (calcari silicei e simili). Zona alpina: vengono prese in considerazione solo le zone alpine del territorio italiano (sono indicate le sigle delle province). Comunità vegetali: 11 = comunità delle macro- e megaforbie terrestri. Ambienti: B6 = tagli rasi forestali, schiarite, strade forestali; C3 = ghiaioni, morene e pietraie; F2 = praterie rase, prati e pascoli dal piano collinare al subalpino; I2 = boschi di latifoglie. |                   |                             |            |        |                 |       |          |                      |

## Tassonomia
Il genere comprende le seguenti specie:
- Digitalis atlantica Pomel
- Digitalis canariensis L.
- Digitalis cariensis Boiss. ex Jaub. & Spach
- Digitalis cedretorum (Emb.) Maire
- Digitalis chalcantha (Svent. & O'Shan.) Albach, Bräuchler & Heubl
- Digitalis ciliata Trautv.
- Digitalis davisiana Heywood
- Digitalis ferruginea L.
- Digitalis grandiflora Mill.
- Digitalis ikarica (P.H.Davis) Strid
- Digitalis isabelliana (Webb) Linding.
- Digitalis laevigata Waldst. & Kit.
- Digitalis lamarckii Ivanina
- Digitalis lanata Ehrh.
- Digitalis lutea L.
- Digitalis mariana Boiss.
- Digitalis mertonensis B.H.Buxton & C.D.Darl.
- Digitalis minor L.
- Digitalis nervosa Steud. & Hochst. ex Benth.
- Digitalis obscura L.
- Digitalis parviflora Jacq.
- Digitalis purpurea L.
- Digitalis sceptrum L.f.
- Digitalis subalpina Braun-Blanq.
- Digitalis thapsi L.
- Digitalis transiens Maire
- Digitalis viridiflora Lindl.

Sono inoltre noti i seguenti ibridi:
- Digitalis × coutinhoi Samp.
- Digitalis × fucata Ehrh.
- Digitalis × fulva Lindl.
- Digitalis × fuscescens Waldst. & Kit.
- Digitalis × macedonica Heywood
- Digitalis × media Roth
- Digitalis × pelia Zerbst & Bocquet
- Digitalis × velenovskyana Soó

Il numero cromosomico delle specie di questo genere varia da: 2n = 56 a 2n = 112.

### Struttura del genere
Tradizionalmente le specie di questo genere vengono suddivise in due gruppi principali (per ogni gruppo sono indicate alcune specie):
- unità ad aspetto legnoso con fiori gialli e foglie persistenti:

D. obscura (introdotta in Europa nel 1826), D. sceptrum (importata dalle Canarie nel 1777);
- unità ad aspetto erbaceo che sono suddivise ulteriormente in:

- corolla prolungata in un becco acuto:

D. lutea, D. grandiflora;
- corolla ottusa suddivise ulteriormente in:

- il lobo mediano del labbro inferiore è più lungo del tubo della corolla:

D. ferruginea, D. lanata;
- il lobo mediano del labbro inferiore è più corto del tubo della corolla:

D. purpurea, D. thapsi.
Attualmente le sezioni accettate per questo genere sono le seguenti:
- Sect. Frutescentes Benth.: il portamento è piccolo-arbustivo; tutte le parti della pianta sono glabre (ad eccezione della corolla); le foglie hanno una consistenza coriacea e si presentano lucenti; l'infiorescenza è composta da bevi racemi quasi unilaterali; i pedicelli dei fiori hanno delle lunghezze minori di 5 mm; il colore della corolla varia da arancio-giallo a marrone-ruggine con un tubo campanulato-tubolare.
- Sect. Digitalis L.: il portamento è erbaceo perenne o bienne; le piante possono essere densamente pubescenti; la superficie delle foglie è più o meno rugosa; l'infiorescenza è composta da racemi unilaterali; i pedicelli dei fiori sono molto lunghi (più di 8 mm); il colore della corolla è viola, rosa pallido o bianco, solitamente macchiato o puntinato all'interno con un tubo a forma campanulata.
- Sect. Grandiflorae Benth. (sinonimo: Macranthae Heywood): il portamento è erbaceo perenne o bienne; le piante sono scarsamente pubescenti; la superficie delle foglie è più o meno liscia; l'infiorescenza è composta da racemi unilaterali; i pedicelli dei fiori sono corti (meno di 5 mm); il colore della corolla è giallo ocra, venato più oscuramente nella parte abassiale con un tubo a forma campanulata-ventricosa.
- Sect. Tubiflorae Benth.:  il portamento è erbaceo perenne; le piante sono sia glabre che pubescenti; l'infiorescenza è composta da racemi con fiori posizionati sia da un lato che altrove; i pedicelli dei fiori sono corti (meno di 5 mm); la corolla ha una forma tubolare leggermente ventricosa.
- Sect. Globiflorae Benth.:  il portamento è erbaceo prevalentemente perenne; le foglie hanno una consistenza coriacea, sono lisce ed intere; l'infiorescenza è composta da racemi con fiori che puntano in tutte le direzioni; i pedicelli dei fiori sono corti (meno di 5 mm); la corolla ha una forma gonfia e globosa.

### Filogenesi
All'interno delle Digitalideae il genere Digitalis fa parte del "core" della tribù.
Dalle analisi eseguite sono stati individuati due cladi principali (I e II) con relativi sottocladi. La tabella seguente mostra la nuova struttura interna del genere confrontata con quella attualmente accetta:
| Nuova sezione      | Sezione precedente                          | Alcune specie                                             |
| ------------------ | ------------------------------------------- | --------------------------------------------------------- |
| Sect. Digitalis    | Sect. Digitalis                             | D. purpurea - D. thapsi - D. minor - D. mariana           |
| Sect. Macranthae   | Sect. Macranthae                            | D. ciliata - D. grandiflora - D. davisiana - D. atlantica |
| Sect. Macranthae   | Sect. Tubiflorae (subsect. Acutisepalae)    | D. viridifolia - D. lutea subsp. australis                |
| Sect. Isoplexis    | Genere Isoplexis                            | I. sceptrum - I. isabelliana - I. canariensis             |
| Sect. Parviflorae  | Sect. Tubiflorae (subsect. Obtusisepalae)   | D. parviflora                                             |
| Sect. Frutescentes | Sect. Frutescentes                          | D. obscura                                                |
| Sect. Subalpinae   | Sect. Tubiflorae (subsect. Acutisepalae)    | D. subalpina                                              |
| Sect. Globiflorae  | Sect.Globiflorae (subsect. Hymenosepalae)   | D. ferruginea - D. laevigata - D. nervosa                 |
| Sect. Globiflorae  | Sect.Globiflorae (subsect. Blepharosepalae) | D. cariensis - D. lanata                                  |

Il cladogramma seguente mostra la struttura cladistica del genere (con indicate le nuove sezioni):
| xxxSubclade_Axxx | Sect. Digitalis  |
|                  | Sect. Digitalis  |
| xxxSubclade_Bxxx | Sect. Macranthae |
|                  | Sect. Macranthae |

|  | Sect. Parviflora                                                        |
|  |                                                                         |
|  | \| \| Sect. Frutescentes \| \| \| \| \| \| Sect. Subalpinae \| \| \| \| |
|  |                                                                         |
|  | Sect. Globiflorae                                                       |
|  |                                                                         |
|  | Sect. Frutescentes                                                      |
|  |                                                                         |
|  | Sect. Subalpinae                                                        |
|  |                                                                         |

|  | Sect. Frutescentes |
|  |                    |
|  | Sect. Subalpinae   |
|  |                    |

|  | Sect. Parviflora                                                        |
|  |                                                                         |
|  | \| \| Sect. Frutescentes \| \| \| \| \| \| Sect. Subalpinae \| \| \| \| |
|  |                                                                         |
|  | Sect. Globiflorae                                                       |
|  |                                                                         |
|  | Sect. Frutescentes                                                      |
|  |                                                                         |
|  | Sect. Subalpinae                                                        |
|  |                                                                         |

|  | Sect. Frutescentes |
|  |                    |
|  | Sect. Subalpinae   |
|  |                    |

| xxxSubclade_Axxx | Sect. Digitalis  |
|                  | Sect. Digitalis  |
| xxxSubclade_Bxxx | Sect. Macranthae |
|                  | Sect. Macranthae |

|  | Sect. Parviflora                                                        |
|  |                                                                         |
|  | \| \| Sect. Frutescentes \| \| \| \| \| \| Sect. Subalpinae \| \| \| \| |
|  |                                                                         |
|  | Sect. Globiflorae                                                       |
|  |                                                                         |
|  | Sect. Frutescentes                                                      |
|  |                                                                         |
|  | Sect. Subalpinae                                                        |
|  |                                                                         |

|  | Sect. Frutescentes |
|  |                    |
|  | Sect. Subalpinae   |
|  |                    |

|  | Sect. Parviflora                                                        |
|  |                                                                         |
|  | \| \| Sect. Frutescentes \| \| \| \| \| \| Sect. Subalpinae \| \| \| \| |
|  |                                                                         |
|  | Sect. Globiflorae                                                       |
|  |                                                                         |
|  | Sect. Frutescentes                                                      |
|  |                                                                         |
|  | Sect. Subalpinae                                                        |
|  |                                                                         |

|  | Sect. Frutescentes |
|  |                    |
|  | Sect. Subalpinae   |
|  |                    |

### Specie spontanee italiane
Per meglio comprendere ed individuare le varie specie del genere (solamente per le specie spontanee della flora italiana) l’elenco seguente utilizza in parte il sistema delle chiavi analitiche (vengono cioè indicate solamente quelle caratteristiche utili a distingue una specie dall'altra).
- Gruppo 1A: i lobi della corolla sono tutti della stessa lunghezza;

- Gruppo 2A: il colore della corolla è purpureo e le chiazze sono bianche;

- Digitalis purpurea L. - Digitale rossa: l'altezza delle piante varia da 3 a 15 dm; il ciclo biologico è perenne; la forma biologica è emicriptofita scaposa (H scap); il tipo corologico è Ovest - Mediterraneo (Eurimediterraneo);  l'habitat tipico le radure boschive e i pascoli montani; sul territorio italiano si trova prevalentemente in Sardegna fino ad una altitudine compresa tra 500 e 1.700 m s.l.m..

- Gruppo 2B: il colore della corolla è giallo, quasi bianco;

- Gruppo 3A: il tubo della corolla è grosso (10 - 15 mm di diametro);

- Digitalis grandiflora L. - Digitale gialla grande: l'altezza delle piante varia da 5 a 10 dm; il ciclo biologico è perenne; la forma biologica è emicriptofita scaposa (H scap); il tipo corologico è Sud Est Europeo - Pontico; l'habitat tipico sono i cedui, le schiarite e i margini dei boschi; sul territorio italiano si trova al Nord fino ad una altitudine di 1.500 m s.l.m..

- Gruppo 3B:  il tubo della corolla è sottile (2 - 7 mm di diametro);

- Digitalis lutea L. - Digitale gialla piccola: larghezza della corolla 5 - 7 mm; lunghezza della corolla 15 - 25 mm. L'altezza delle piante varia da 5 a 10 dm; il ciclo biologico è perenne; la forma biologica è emicriptofita scaposa (H scap); il tipo corologico è Ovest Europeo - (Subatlantico); l'habitat tipico sono i cedui e le radure boschive; sul territorio italiano si trova al Nord fino ad una altitudine compresa tra 800 e 1.500 m s.l.m..
- Digitalis lutea subsp. australis(Ten.) Arcang. - Digitale appenninica: larghezza della corolla 2 - 5 mm; lunghezza della corolla 9 - 15 mm. L'altezza delle piante varia da 5 a 9 dm; il ciclo biologico è perenne; la forma biologica è emicriptofita scaposa (H scap); il tipo corologico è Endemica; l'habitat tipico sono i cedui e le radure boschive; sul territorio italiano si trova al Centro e Sud fino ad una altitudine compresa tra 300 e 1.800 m s.l.m.. (Nella "Flora d'Italia" di Sandro Pignatti questa entità è chiamata Digitalis micrantha Roth.)

- Gruppo 1B: un lobo della corolla è più lungo degli altri

- Digitalis ferruginea L. - Digitale bruna: i denti del calice sono arrotondati o troncati all'apice, hanno inoltre un margine bianco (o violaceo) largo 0,5 - 1,3 mm.  L'altezza delle piante varia da 4 a 12 dm; il ciclo biologico è perenne; la forma biologica è emicriptofita scaposa (H scap); il tipo corologico è Orofita - Nord Est Mediterraneo; l'habitat tipico sono i cedui e le radure boschive; sul territorio italiano si trova al Centro e al Sud fino ad una altitudine compresa tra 500 e 1.700 m s.l.m..
- Digitalis laevigata Waldst. & Kit - Digitale della Rosandra: i denti del calice sono mucronati e non hanno un margine chiaro (raramente è largo 0,1 - 0,2 mm).  L'altezza delle piante varia da 4 a 12 dm; il ciclo biologico è perenne; la forma biologica è emicriptofita scaposa (H scap); il tipo corologico è Illirica; l'habitat tipico sono i cedui e le boscaglie; sul territorio italiano si trova solamente sul Carso Triestino fino ad una altitudine di 1.300 m s.l.m..

A questo elenco è da aggiungere la Digitale lanata Ehrh. che spesso in Italia è coltivata.

### Alcune specie

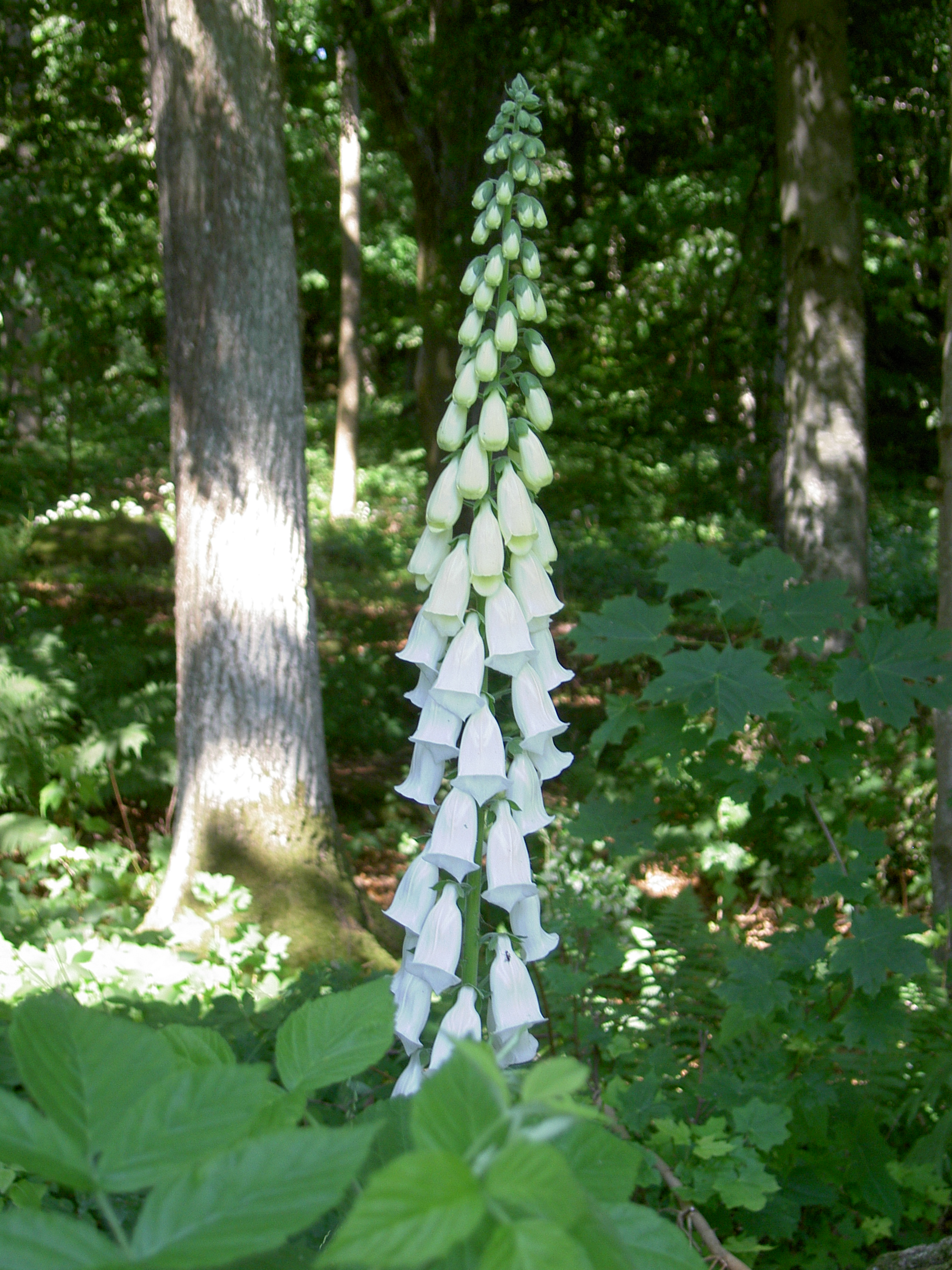
Digitalis purpurea var. alba
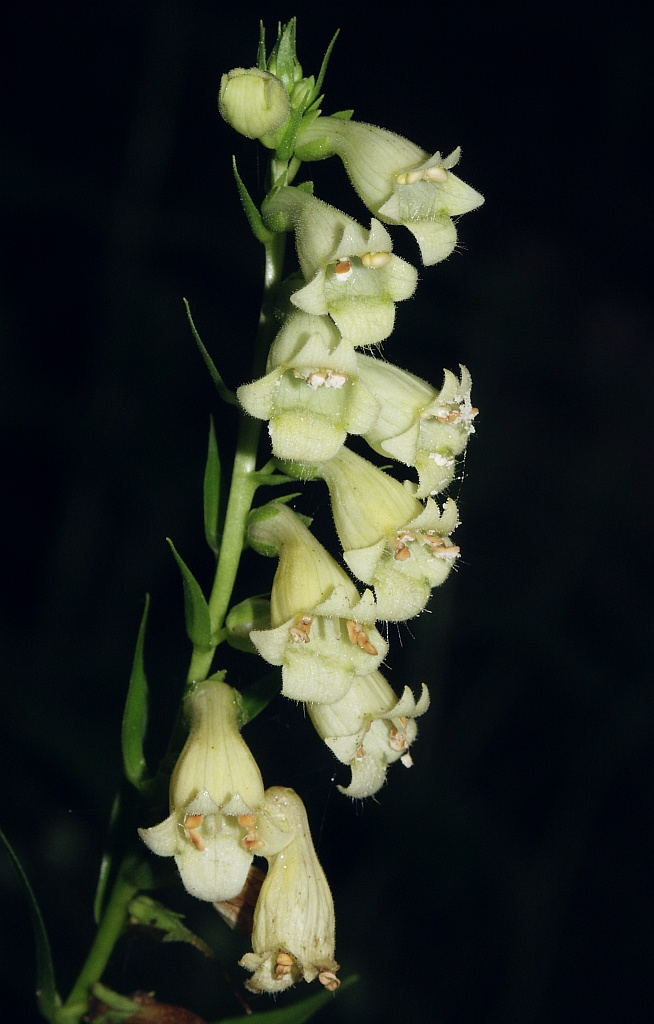
Digitalis lutea
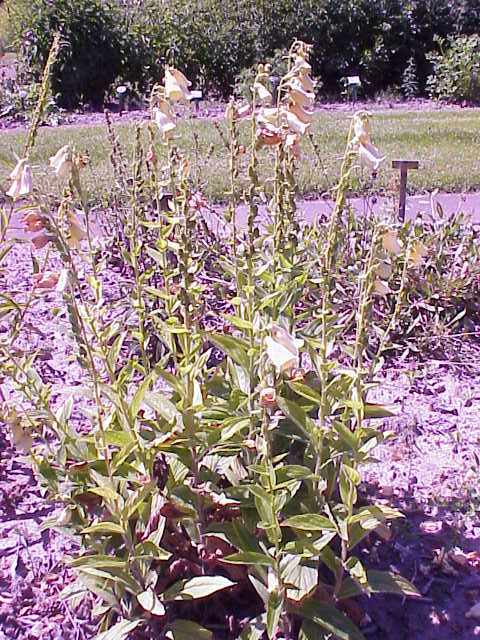
Digitalis ciliata
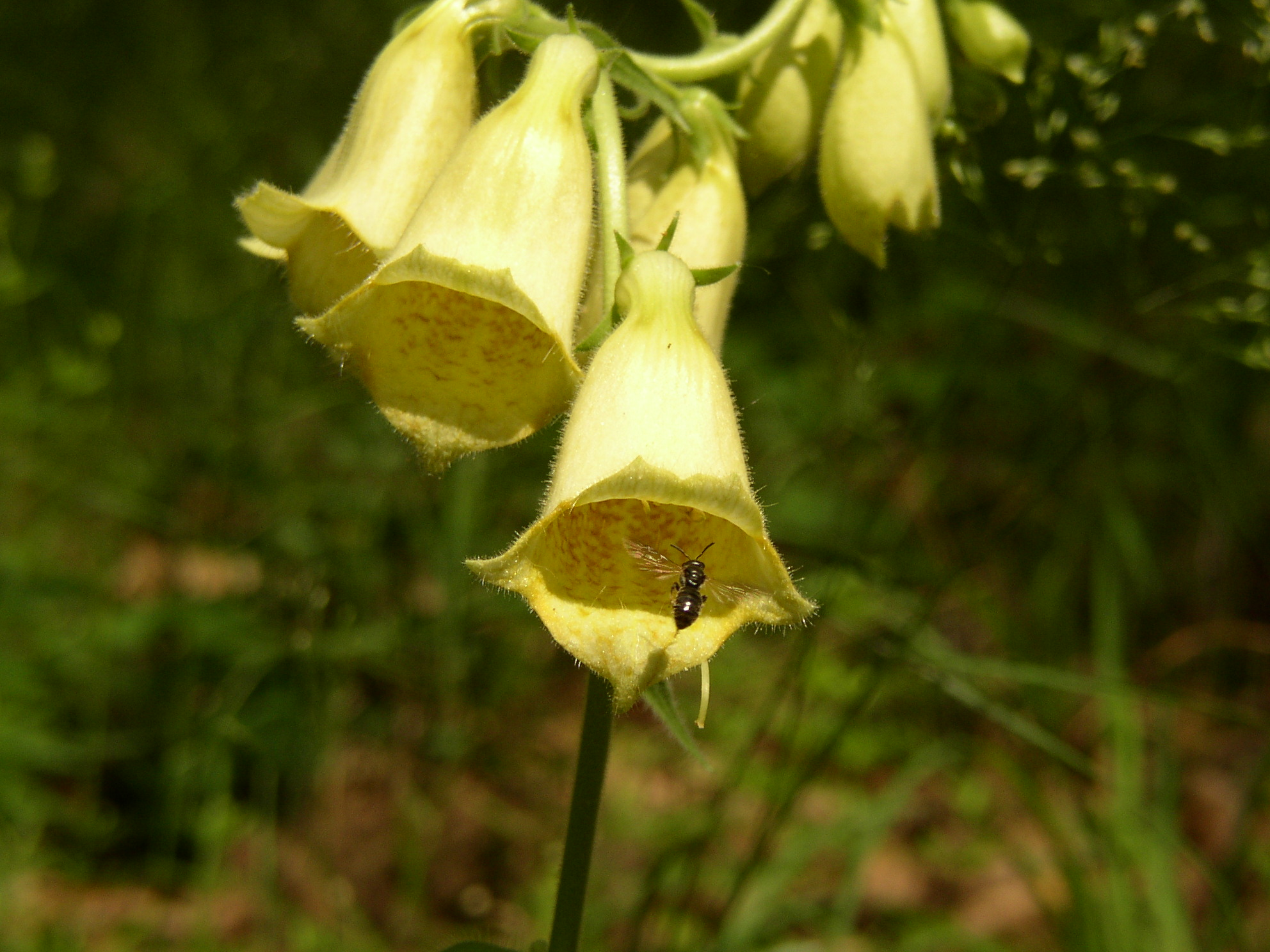
Digitalis grandiflora

## Coltivazione
È una pianta erbacea biennale, che cresce e si dissemina spontaneamente, poco adatta ai terreni calcarei. La pianta può superare 1 m di altezza.
È risaputo che nel primo anno di vita compaiono solo le foglie, verde scuro.
Poi nel secondo anno, in estate, compare lo stelo che porta i fiori, penduli, a campana, che possono essere di vari colori, tra cui il giallo, il bianco e il rosa.
Le digitali crescono in qualunque posizione, sia in pieno sole che in piena ombra.
Non necessitano di grandi quantità d'acqua, si consiglia perciò di fornirla regolarmente, senza inzuppare il terreno. In autunno spargere del letame maturo sul terreno intorno alla pianta, come nutrimento.
Il terreno preferito deve essere sciolto, drenante, ricco in materia organica e a ph leggermente acido.
Per quanto riguarda la loro moltiplicazione, solitamente le digitali tendono a riseminarsi spontaneamente di anno in anno, divenendo in pratica perenni.
Si può dunque seminare alla fine dell'estate o alla fine dell'inverno, in luogo protetto, mettendo a dimora le piantine in primavera.

## Usi medici

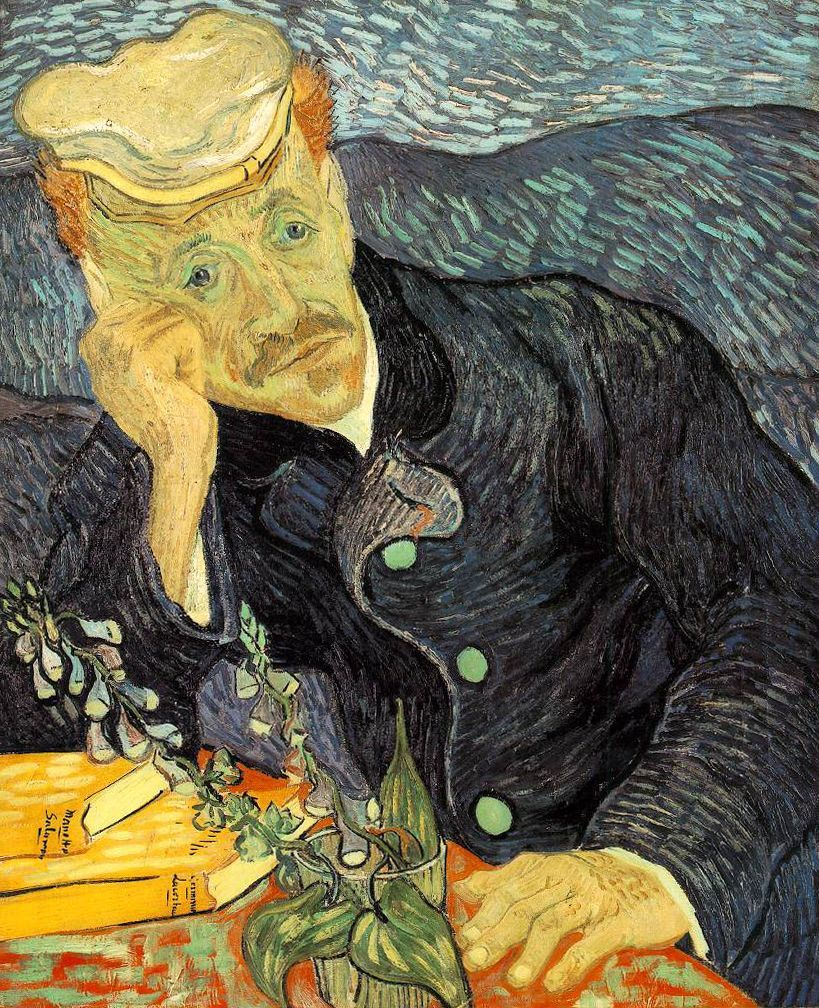
Ritratto del dottor Gachet

La digitale contiene delle sostanze (glicosidi) che hanno un potente effetto sul cuore, quali la digitossina e il lanatoside C, che sono digitalici naturali. Pertanto essa risulta molto utile nella terapia dell'insufficienza cardiaca, come cardiotonico e nello scompenso cardiaco congestizio; tuttavia le stesse sostanze, se assorbite in dosi eccessive, la rendono una pianta notevolmente velenosa o addirittura mortale. In erboristeria vengono usate le foglie, i fiori e i semi.
È stato il medico inglese William Withering, nel 1785, ad annotare che l'ingestione di foglie secche di digitale alleviava l'idropisia.
Nella celebre opera di Vincent van Gogh Ritratto del dottor Gachet, il malinconico medico ha sul tavolo accanto a sé una pianta di Digitalis, all'epoca utilizzata come rimedio fitoterapico per la cura di diverse malattie.

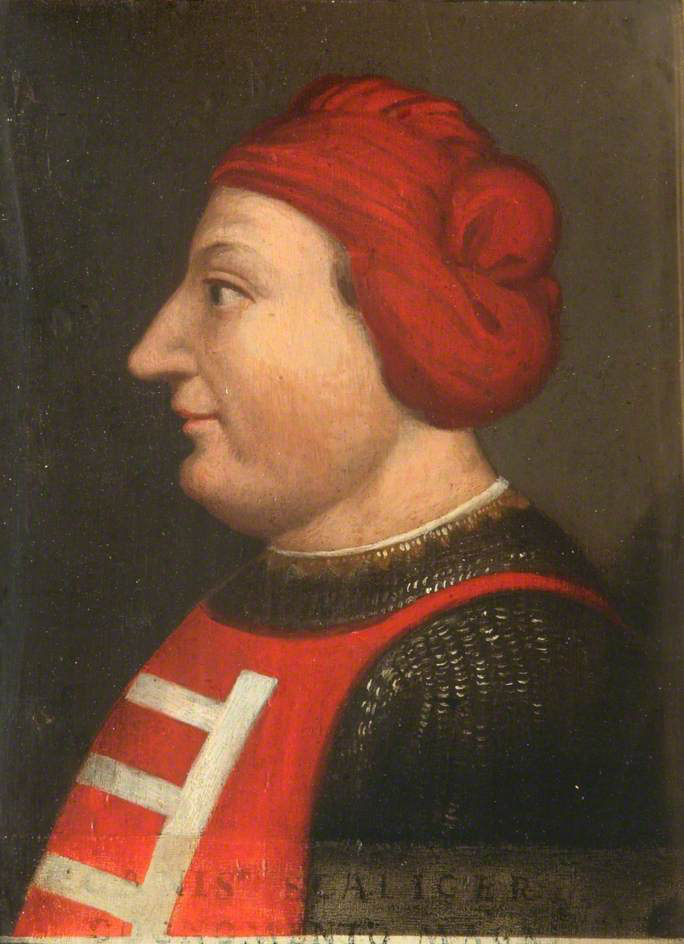
Ritratto di Cangrande I della Scala.

L'autopsia condotta nel 2004 ha portato all'ipotesi dell'avvelenamento con digitalis purpurea, nel 1329, di Cangrande I della Scala, signore di Verona.